# Larymna
Larymna (griechisch Λάρυμνα (f. sg.)) ist ein Fischerdorf am nördlichen Golf von Euböa. Zusammen mit Lagonisi und Metallia bildet es seit 2011 die Ortsgemeinschaft Larymna. Schon in der Antike gab es hier einen Ort gleichen Namens, der nach Strabon den Namen Unter-Larymna trug.

## Name
Der Ort soll nach Larymna, der Tochter des Kynos, benannt worden sein. Eine andere Erklärung ist, dass sich der Name von dem altgriechischen lárynx (λάρυγξ), was unter anderem Schlund (hier im Sinne einer trichterförmigen Abzugsöffnung) bedeutet, ableitet. Strabon berichtet, dass es ein Ober-Larymna gab. Dieses lag in der Nähe der großen Katavothre, einem Schlund, in dem der Fluss Kephissos verschwand, um 3,5 km weiter nördlich bei Ober-Larymna wieder hervorzutreten. Bis ins 20. Jahrhundert wurde der Ort Larmes oder Kastri genannt, bevor er seinen antiken Namen wieder erhielt.

## Lage
Larymna liegt an der Mündung des Kifisos in die Bucht von Larmes. 500 m östlich auf der anderen Seite der Bucht liegt der Ort Metalleia und eine Erzhütte. Etwa 500 m nördlich befindet sich das kleine Örtchen Lagonisi, 8 km nordwestlich Malesina, 6 km westlich Martino und 7 km südlich am Rande der Kopai-Ebene Agios Ioannis.

## Geschichte

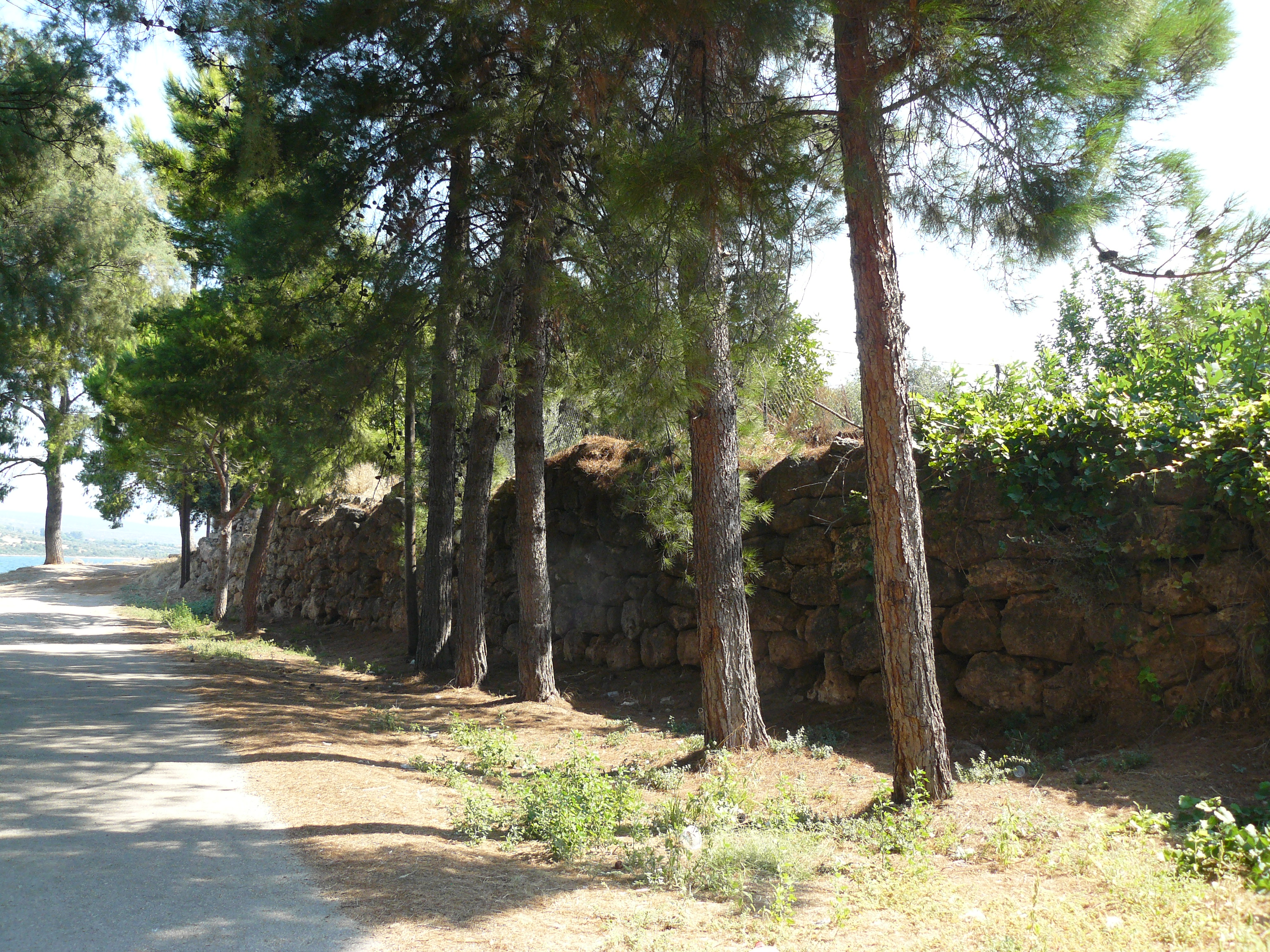
Antike Stadtmauer

Anhand von einzelnen Funden wies der Forscher Dimitrios R. Theocharis nach, dass Larymna bereits in der Jungsteinzeit besiedelt war. Laut Überlieferung gehörte die Stadt während der Späthelladischen Zeit zu Opus und bereits Aias der Lokrer soll über sie geherrscht haben. Die älteste hier gefundene Keramik datiert ins 7. Jahrhundert v. Chr. Bis in geschichtliche Zeit lag Larymna im Machtbereich der Lokrer bis sich die Stadt freiwillig dem aufstrebenden Theben anschloss. Wann das geschah, ist nicht bekannt, manche Historiker vermuten, dass dies bereits im 6. Jahrhundert v. Chr. geschah und das Epaminondas um 364 v. Chr. die Hafenstadt als Marinestützpunkt nutzte. Andere Historiker führen jedoch an, dass im 4. Jahrhundert v. Chr. Skylax Larymna noch als lokrische Stadt bezeichnet. Auch Plinius nennt es eine lokrische Stadt, wobei er sich jedoch auf ältere Quellen bezieht. Spätestens im 3. Jahrhundert v. Chr. scheint Larymna dem Böotischen Bund beigetreten zu sein.
227 v. Chr. machte Antigonos III. Doson mit seiner Flotte auf dem Weg nach Kleinasien einen Zwischenstopp im damals verfeindeten böotischen Larymna. Die eintretende Ebbe hinderte ihn an einer baldigen Weiterfahrt. Da die Böotier fürchteten, Antigonos könnte ins Land einfallen, schickten sie Neon mit der gesamten böotischen Reiterei nach Larymna. Neon nutzte die Notlage des Antigonos nicht aus und ließ die Schiffe nach Eintreten der Flut unbehelligt weitersegeln. 86 v. Chr. nach dem Sieg über Mithridates VI. zerstörte der römische Feldherr Sulla die Stadt. Sie wurde aber sehr wahrscheinlich wieder aufgebaut.
Ende des 5., Anfang des 6. Jahrhunderts n. Chr. wird Larymna als südlichste Hafenstadt der Lokris bezeichnet. Aus dieser Zeit, vermutlich aus der Regierungszeit von Justinian I., stammen die jüngsten Überreste der antiken Hafenanlage.
Im 19. Jahrhundert begann man südlich von Larymna bei Kokkino mit dem Erzabbau und verschiffte das Erz über dessen Hafen. 1894 wurde die Stadt von einem Erdbeben zerstört. Anfang des 20. Jahrhunderts wurde an der gegenüber liegenden Flussmündung ein Eisen-Nickel-Werk gebaut und es entstand die Arbeitersiedlung Metalleia. Im Zweiten Weltkrieg schmuggelte man Erz, das für die Rüstungsindustrie bestimmt war, nach Deutschland.

## Sehenswertes

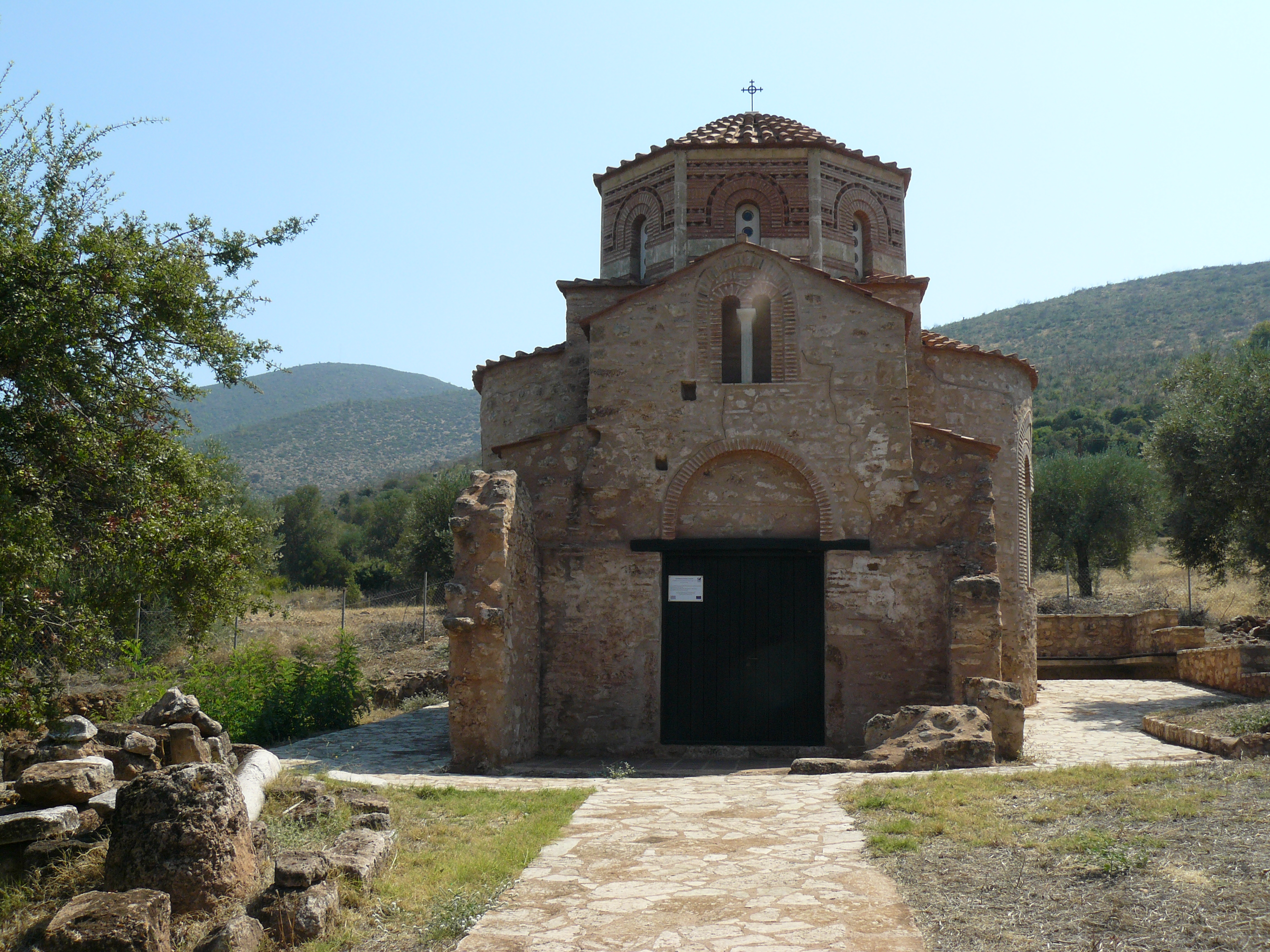
Kirche Agios Nikolaos 2 km südlich von Larymna

Von dem kleinen, etwa 100 m breiten und 70 m langen, alten Hafenbecken sind noch Teile der Kaimauern erhalten. Man vermutet, dass es sich bei den Fundamenten an der Hafeneinfahrt um die Grundmauern einer Brücke handelt, die den Hafen überspannte. Östlich des Hafens kann man noch die Grundmauern der Befestigung und der Türme sehen. Auf dieser Halbinsel befand sich vermutlich der von Pausanias erwähnte Dionysos-Tempel, in dem sich ein Standbild des Gottes befand. Östlich hiervon lag ein weiterer Hafen von dem Reste einer antiken Hafenmole und weitere Kaimauern erhalten sind.
Auf der etwa 1,5 km nördlich gelegenen Insel Agios Nikolaos befindet sich eine Kirche aus dem Jahre 1493, die dem Heiligen Nikolaus geweiht ist. Alljährlich am 9. Mai feiert man hier dem Heiligen zu Ehren. An der Straße nach Kokkino etwa 2 km südlich des Ortes gibt es ein weiteres altes Kirchlein, das dem Heiligen geweiht ist. Hier fand man auch die Grundmauern einer frühchristlichen Basilika.